# 關隴民報
《關隴民報》是發行於中華民國陝西省西安市的日報，設對開4版。由苏果哉創辦於於1917年10月15日。1917年12月中旬，因报道兵变惹恼陳樹藩，18日遭查封。1921年直系軍閥進入陝西，陳樹藩遭驅逐，該報於4月12日復刊，不久後停刊。